# Papiledema
Papiledema é o inchaço do disco óptico que é causado por uma pressão intracraniana aumentada. O inchaço é geralmente bilateral e pode ocorrer em um período de horas a semanas. A denominação papiledema é frequentemente usada, de forma errônea, como sinônimo de edema de papila. Embora tenham, na verdade, um significado semelhante é importante ressaltar que o termo papiledema, por ser de uso consagrado, deve ser reservado para designar apenas o edema de papila da hipertensão intracraniana. Os outros tipos de edema de papila devem ser qualificados de acordo com a sua etiologia, ou seja, edema de papila da neurite óptica, edema de papila da neuropatia óptica isquêmica etc.

## Causas
O nervo óptico é um feixe de fibras que transmitem informações visuais entre a retina e o cérebro. A área onde o nervo óptico penetra na parte de trás do globo ocular é conhecida como disco óptico.
O cérebro e o nervo óptico estão rodeados pelo líquido cefalorraquidiano (CSF), que ajuda a mantê-los estáveis e protegidos contra danos causados por movimentos repentinos.
Papiledema ocorre, quando o aumento da pressão do cérebro e do líquido cefalorraquidiano é pressiona o nervo óptico.
Isso faz com que o nervo fique inchado quando entra no globo ocular dentro do disco óptico.
Existem algumas condições graves que podem fazer com que essa pressão aumentada se desenvolva, incluindo:
- Trauma na cabeça;
- Inflamação cerebral;
- Hipertensão arterial severa;
- Infecção no cerebral;
- Tumor ou abcesso cerebral;
- Hemorragia cerebral;
- Anormalidades no crânio;
- Hipertensão Intracraniana idiopática (pseudotumor cerebral), condição que ocorre com aumento da pressão intracraniana e ausência de tumor cerebral;
- Meningite;
- Aderências aracnoides;
- Trombose do seio cavernoso ou dural;
- Encefalite.

### Quando causado por IIH.
A hipertensão intracraniana idiopática (IIH) é uma condição rara em que o corpo produz excesso de líquido cefalorraquidiano. Isso leva a uma pressão aumentada no cérebro.
Os sintomas da IIH geralmente incluem dores de cabeça, distúrbios visuais e zumbidos nos ouvidos.
A causa exata desta condição é desconhecida e não está relacionada a nenhuma doença cerebral ou lesão.
A IIH geralmente afeta mulheres mais jovens e obesas. Também pode ser associado a medicamentos, tais como lítio, antibióticos, tratamento com hormônio da tireoide e corticosteroides.

## Sintomas
Em geral, divide-se os sintomas em visuais e não visuais:
- Obscurecimento transitório da visão;
- Diminuição de acuidade visual;
- Diplopia;
- Cefaleia;
- Zumbido.

## Diagnóstico
O diagnóstico geralmente envolve uma ferramenta chamada oftalmoscópio, um instrumento que se assemelha a uma caneta com um círculo iluminado na ponta.
O oftalmoscópio é usado para inspecionar o fundo do olho através da pupila. Normalmente, a extremidade do nervo tem um contorno nítido ligeiramente recuado. Se o disco óptico parecer elevado e tiver uma borda externa turva, o médico pode diagnosticar papiledema. Além disso, muito pequenas pulsações que normalmente são vistas em veias do olho, tendem a desaparecer. Quando papiledema é grave, pequenas manchas vermelhas de sangramento local ou mudanças de cor na retina devido a detritos acumulados ou a partir de células da retina danificadas podem ser vistas. Devido ao aumento da pressão intracraniana os sintomas são quase sempre bilaterais.
Se forem detectados sinais de papiledema, serão necessárias varreduras de imagem cerebral. Estes podem incluir ressonância magnética (RMI)  ou tomografia computadorizada (TC). Testes de sangue e uma punção lombar ou teste que necessitem de uma amostra de líquido cefalorraquidiano também podem ser necessários.
Em todos os casos, é vital determinar os motivos que levam ao aumento da pressão cerebral.

## Tratamento
Por se tratar de um edema causado pelo aumento da pressão intracraniana a papiledema , muitas vezes pode ser revertida tratando o motivo do aumento dessa pressão. Cada caso deve ser estudado com cautela pelo médico responsável, sendo que pode ser necessária uma cirurgia para aliviar tal pressão ou uso de medicamentos para controlar e não deixar que a papiledema aumente e cause problemas mais sérios na visão. Como opção também pode se fazer punções lombares para que reduzir o excesso de líquido espinhal do crânio, aliviando assim a pressão no disco ocular. 

### Quando causado por IIH.
Em casos de hipertensão intracraniana idiopática, a redução de peso é muito recomendada e pode ter um efeito muito grande no tratamento, além do uso de diuréticos.
A cirurgia geralmente é considerada apenas quando as mudanças de estilo de vida e os medicamentos não forem efetivos.